# Оптичний контроль
Оптичний неруйнівний контроль заснований на взаємодії електромагнітного випромінювання з контрольованим об'єктом і реєстрації результатів цієї взаємодії. 

## Загальний опис
Методи, які стосуються оптичного неруйнівного контролю (НК) по ГОСТ 24521-80, різняться довжиною хвилі випромінювання або їх комбінацією, способами реєстрації та обробки результатів взаємодії випромінювання з об'єктом. Загальним для всіх методів є діапазон довжин хвиль електромагнітного випромінювання, який становить 10 9 ... 10 3 м (3 • 10 -8 ... 3 • 10 -10 Гц) і охоплює діапазони ультрафіолетового (УФ), видимого (ВІ ) ((3,8 ... 7,8) • 10 ~ 7 м) і інфрачервоного (ІЧ) випромінювання, а також інформаційні параметри оптичного випромінювання, якими є просторово-часовий розподіл його амплітуди, частоти, фази, поляризації і ступеня когерентності . Зміна цих параметрів при взаємодії з об'єктом контролю відповідно до основних фізичними явищами (інтерференції, поляризації, дифракції, заломлення, відображення, розсіювання, поглинання і дисперсії випромінювання), а також зміни характеристик самого об'єкта в результаті ефектів люмінесценції, фото пружності, Фотохромізм та ін. використовують для отримання дефектоскопічної інформації. Оптичне випромінювання - це електромагнітне випромінювання, виникнення якого пов'язане з рухом електрично заряджених частинок, переходом їх з більш високого рівня енергії на нижчий. При цьому відбувається випущення світлових фотонів.
Основними кількісними показниками, що характеризують оптичне випромінювання, є такі параметри:
```
 • швидкість поширення оптичного випромінювання у вакуумі ;
```

```
 • потужність потоку випромінювання.
```

Оптичні методи НК поділяють на три групи. До першої групи входять візуальний і візуально-вимірювальний методи, які є найбільш простими і доступними, мають найбільше поширення і обов'язкові для застосування при діагностуванні технічних пристроїв і об'єктів всіх типів. До другої групи належать фотометричний, денсіметричний, спектральний і телевізійний методи, які засновані на результатах вимірювань з використанням електронних приладів. До третьої групи належать інтерферометричний, дифракційний, фазово-контрастний, рефрактометричний, поляризаційний, стробоскопічний і голографічний методи, які використовують хвильові властивості світла і відрізняються найвищою точністю вимірювання - з точністю до десятих часток довжини хвилі випромінювання.